# Singapores Grand Prix 2015
Singapores Grand Prix 2015, officiellt 2015 Formula 1 Singapore Airlines Singapore Grand Prix, var en Formel 1-tävling som hölls den 20 september 2015 på Marina Bay Street Circuit i Singapore. Det var den trettonde tävlingen av Formel 1-säsongen 2015 och kördes över 61 varv. Vinnare av loppet blev Sebastian Vettel för Ferrari, tvåa blev Daniel Ricciardo för Red Bull och trea blev Kimi Räikkönen för Ferrari.

## Kvalet
| KR. | Nr | Förare            | Konstruktör          | Q1       | Q2       | Q3       | Grid |
| --- | -- | ----------------- | -------------------- | -------- | -------- | -------- | ---- |
| 1   | 5  | Sebastian Vettel  | Ferrari              | 1:46,017 | 1.44,743 | 1.43,885 | 1    |
| 2   | 3  | Daniel Ricciardo  | Red Bull-Renault     | 1.46,166 | 1.45,291 | 1.44,428 | 2    |
| 3   | 7  | Kimi Räikkönen    | Ferrari              | 1.46,467 | 1.45,140 | 1.44,667 | 3    |
| 4   | 26 | Daniil Kvyat      | Red Bull-Renault     | 1.45,340 | 1.44,979 | 1.44,745 | 4    |
| 5   | 44 | Lewis Hamilton    | Mercedes             | 1.45,765 | 1.45,650 | 1.45,300 | 5    |
| 6   | 6  | Nico Rosberg      | Mercedes             | 1.46,201 | 1.45,653 | 1.45,415 | 6    |
| 7   | 77 | Valtteri Bottas   | Williams-Mercedes    | 1.46,231 | 1.45,887 | 1.45,676 | 7    |
| 8   | 33 | Max Verstappen    | Toro Rosso-Renault   | 1.46,483 | 1.45,635 | 1.45,798 | 8    |
| 9   | 19 | Felipe Massa      | Williams-Mercedes    | 1.46,879 | 1.45,701 | 1.46,077 | 9    |
| 10  | 8  | Romain Grosjean   | Lotus-Mercedes       | 1.46,860 | 1.45,805 | 1.46,413 | 10   |
| 11  | 27 | Nico Hülkenberg   | Force India-Mercedes | 1.46,669 | 1.46,305 |          | 11   |
| 12  | 14 | Fernando Alonso   | McLaren-Honda        | 1.46,600 | 1.46,328 |          | 12   |
| 13  | 11 | Sergio Pérez      | Force India-Mercedes | 1.46,576 | 1.46,385 |          | 13   |
| 14  | 55 | Carlos Sainz, Jr. | Toro Rosso-Renault   | 1.46,465 | 1.46,894 |          | 14   |
| 15  | 22 | Jenson Button     | McLaren-Honda        | 1.46,891 | 1.47,019 |          | 15   |
| 16  | 12 | Felipe Nasr       | Sauber-Ferrari       | 1.46,965 |          |          | 16   |
| 17  | 9  | Marcus Ericsson   | Sauber-Ferrari       | 1.47,088 |          |          | 17   |
| 18  | 13 | Pastor Maldonado  | Lotus-Mercedes       | 1.47,323 |          |          | 18   |
| 19  | 28 | Will Stevens      | Marussia-Ferrari     | 1.51,021 |          |          | 191  |
| 20  | 53 | Alexander Rossi   | Marussia-Ferrari     | 1.51,523 |          |          | 202  |

| Vidare från första kvalrundan ▬▬ Vidare från andra kvalrundan ▬▬ |

Noteringar

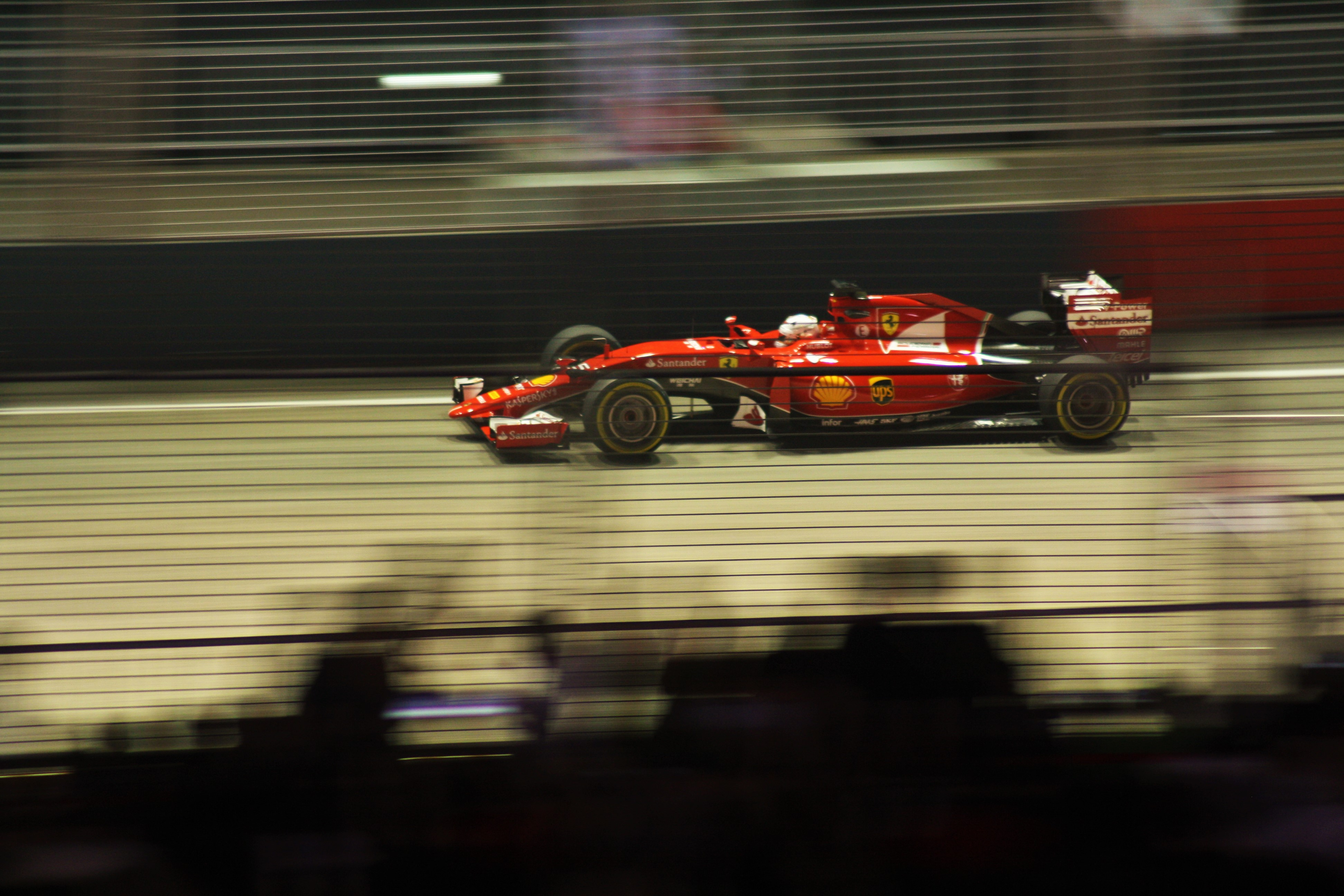
Sebastian Vettel tog pole position...

- ^1  – Will Stevens fick fem platsers nedflyttning för ett otillåtet växellådsbyte.
- ^2  – Alexander Rossi fick fem platsers nedflyttning för ett otillåtet växellådsbyte.

## Loppet
| Pos. | Nr | Förare            | Konstruktör          | Varv | Tid         | Grid | P  |
| ---- | -- | ----------------- | -------------------- | ---- | ----------- | ---- | -- |
| 1    | 5  | Sebastian Vettel  | Ferrari              | 61   | 2:01.22,118 | 1    | 25 |
| 2    | 3  | Daniel Ricciardo  | Red Bull-Renault     | 61   | +1,478      | 2    | 18 |
| 3    | 7  | Kimi Räikkönen    | Ferrari              | 61   | +17,154     | 3    | 15 |
| 4    | 6  | Nico Rosberg      | Mercedes             | 61   | +24,720     | 6    | 12 |
| 5    | 77 | Valtteri Bottas   | Williams-Mercedes    | 61   | +34,204     | 7    | 10 |
| 6    | 26 | Daniil Kvyat      | Red Bull-Renault     | 61   | +35,508     | 4    | 8  |
| 7    | 11 | Sergio Pérez      | Force India-Mercedes | 61   | +50,836     | 13   | 6  |
| 8    | 33 | Max Verstappen    | Toro Rosso-Renault   | 61   | +51,450     | 8    | 4  |
| 9    | 55 | Carlos Sainz, Jr. | Toro Rosso-Renault   | 61   | +52,860     | 14   | 2  |
| 10   | 12 | Felipe Nasr       | Sauber-Ferrari       | 61   | +1.30,045   | 16   | 1  |
| 11   | 9  | Marcus Ericsson   | Sauber-Ferrari       | 61   | +1.37,507   | 17   |    |
| 12   | 13 | Pastor Maldonado  | Lotus-Mercedes       | 61   | +1.37,718   | 18   |    |
| 131  | 8  | Romain Grosjean   | Lotus-Mercedes       | 59   | Växellåda   | 10   |    |
| 14   | 53 | Alexander Rossi   | Marussia-Ferrari     | 59   | + 2 varv    | 20   |    |
| 15   | 28 | Will Stevens      | Marussia-Ferrari     | 59   | + 2 varv    | 19   |    |
| Ret  | 22 | Jenson Button     | McLaren-Honda        | 52   | Växellåda   | 15   |    |
| Ret  | 14 | Fernando Alonso   | McLaren-Honda        | 33   | Växellåda   | 12   |    |
| Ret  | 44 | Lewis Hamilton    | Mercedes             | 32   | Kraftenhet  | 5    |    |
| Ret  | 19 | Felipe Massa      | Williams-Mercedes    | 30   | Växellåda   | 9    |    |
| Ret  | 27 | Nico Hülkenberg   | Force India-Mercedes | 12   | Krasch2     | 11   |    |

| Förare och stall som tog poäng ▬▬ |

Noteringar

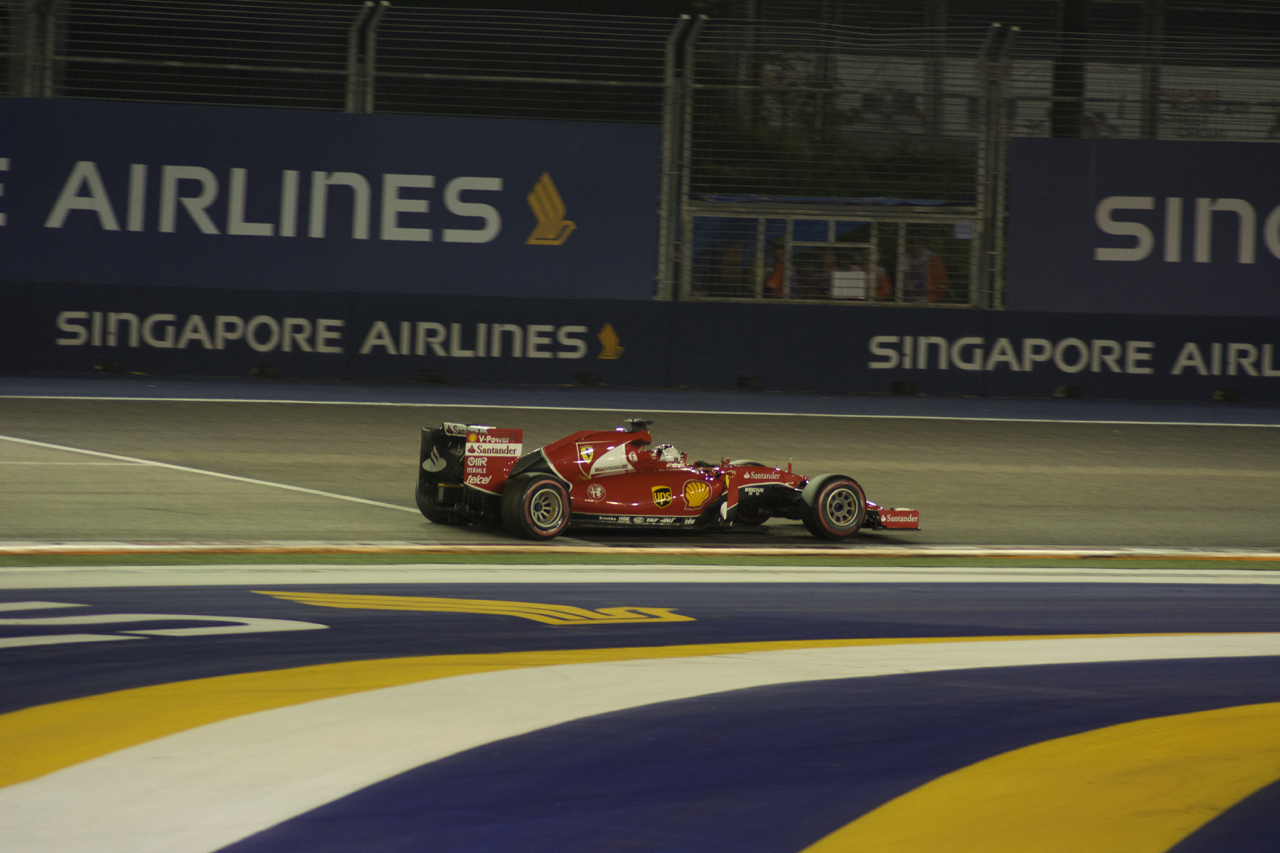
...Och vann loppet.

- ^1  – Romain Grosjean gick ej i mål, men blev klassificerad för att ha kört över 90% av racedistansen.
- ^2  – Nico Hülkenberg fick tre platsers nedflyttning till Japans Grand Prix 2015 för att ha orsakat en kollision med Felipe Massa.

## Ställning efter loppet
|     | Pos. | Förare           | Poäng |
| --- | ---- | ---------------- | ----- |
| ▬   | 1    | Lewis Hamilton   | 252   |
| ▬   | 2    | Nico Rosberg     | 211   |
| ▬   | 3    | Sebastian Vettel | 203   |
| ▲ 1 | 4    | Kimi Räikkönen   | 107   |
| ▲ 1 | 5    | Valtteri Bottas  | 101   |

|     | Pos. | Konstruktör          | Poäng |
| --- | ---- | -------------------- | ----- |
| ▬   | 1    | Mercedes             | 463   |
| ▬   | 2    | Ferrari              | 310   |
| ▬   | 3    | Williams-Mercedes    | 198   |
| ▬   | 4    | Red Bull-Renault     | 139   |
| ▲ 1 | 5    | Force India-Mercedes | 69    |

- Notering: Endast de fem bästa placeringarna i vardera mästerskap finns med på listorna.